# تكنيشيوم-99m

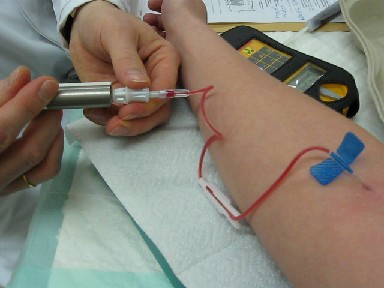
حقن تكنيتيوم الوارد في محمية للحقن

التكنيشيوم-99m هو مصاوغ نووي شبه مستقر من التكنيشيوم-99 (نظير التكنيشيوم)، رمزه هو 99mTc، والذي يستخدم في عشرات الملايين من الإجراءات التشخيصية الطبية سنويا، مما يجعله النظير المشع الطبي الأكثر شيوعا.
يستخدم تكنيشيوم-99m كقائفة مشعة ويمكن الكشف عنه في الجسم عن طريق المعدات الطبية (كاميرا أشعة غاما). وهو مناسب تماما للدور، لأنه تنبعث منه أشعة غاما القابلة للكشف بسهولة مع طاقة الفوتون من 140 kev (هذه حوالي 8.8pm من الفوتونات نفس الطول الموجي الذي ينبعث من أجهزة الأشعة السينية التقليدية التشخيصية) ولها عمر النصف لانبعاث غاما هو 6.0058 ساعة (بمعنى 93.7٪ منه يتراجع إلى 99Tc في 24 ساعة). ويسمح عمر النصف السنوي المادي نسبيا وعمر النصف البيولوجي لمدة يوم واحد (من حيث النشاط البشري والتمثيل الغذائي) للنظير باجراءات المسح الذي يجمع البيانات بسرعة ولكن تبقى مجموع تعرضات المريض للإشعاع منخفضة. نفس الخصائص تجعل النظير مناسب فقط للتشخيص ولكن لم يستخدم أبدا للعلاج.
تم اكتشاف تكنيشيوم-99m كمنتج لمسرع دوراني لقصف الموليبدنوم. ينتج هذا الإجراء الموليبدنوم-99، الذي هو نويدة مشعة لها عمر النصف أطول من (2.75 أيام)، والذي يتحلل إلى Tc-99m. في الوقت الحاضر، الموليبدينوم-99 (Mo-99) يستخدم تجاريا كمصدر لنقل Tc-99m بسهولة طبيا. في المقابل، يتم إنشاء Mo-99 تجاريا عادة عن طريق انبعاث اليورانيوم عالي التخصيب ضمن البحوث واختبار المواد المفاعلات النووية في العديد من البلدان.